# L'uomo che amava gli zoo
L’uomo che amava gli zoo (The Man Who Loved Zoos) è un romanzo giallo del 1975 scritto da Malcolm Bosse.
È il numero 1383 della serie Il Giallo Mondadori.

## Trama
Una mattina Warren (un ragazzo con dei disturbi psichici, Veterano di guerra dalla guerra del Vietnam) scopre un pullman pieno di persona morte. Preso da un momento di follia, decide di rapinare i cadaveri. Poi confida tutto ciò che ha visto e fatto alla matura zia Victoria, ma lei non gli crede, benché sappia che, secondo gli astri, Warren è tragicamente predestinato. Boyle sa dei morti e sa che i morti sono stati spogliati dei loro averi da Warren e decide di ucciderlo. La disperata zia Victoria cercando di collegare l'assassinio del nipote ai moti sul pullman, decide di partire per lo stesso giro turistico che ha portato tutte quelle persone alla morte. Accanto a lei, Boyle un uomo nato sotto il segno del Toro, dominato da tenebre e violenza. Farà il possibile per recuperare la refurtiva.

## Opere derivate
- Dal romanzo è stato tratto il film Agent trouble - L'ultima corsa (Agent trouble) di Jean-Pierre Mocky 1987[2].

## Personaggi
- Warren Shore: Un giovane reduce dalla guerra Vietnam, rimasto mentalmente menomato, con la passione per gli zoo
- Alexander Boyle: Agente Federale del governo statunitense
- Victoria Welch: Zia di Warren, bibliotecaria
- Julie Saunders: giovane modella
- Edna Sutton: un'amica di Victoria
- la Sackman: capo bibliotecaria di Victoria
- Allen Hirschorn:Agente Federale del governo statunitense
- Tony Aiello: delinquente affermato
- Jack Hopkins: Agente Federale del governo statunitense

## Edizione
- Malcolm Bosse, L’uomo che amava gli zoo, collana Il Giallo Mondadori n° 1383, 1975  [1974],  p. 155.